# Dysphania bivexillata
Dysphania bivexillata är en fjärilsart som beskrevs av Louis Beethoven Prout 1912. Dysphania bivexillata ingår i släktet Dysphania och familjen mätare. Inga underarter finns listade i Catalogue of Life.